# 尼古拉·塔纳耶夫
尼古拉·季莫费耶维奇·塔纳耶夫（俄语：Николай Тимофеевич Танаев，1945年11月5日—2020年7月19日），俄罗斯裔吉尔吉斯斯坦政治人物，前总理。

## 生平
1945年11月生于苏联俄罗斯苏维埃联邦社会主义共和国奔萨州莫克尚斯基區米哈伊洛夫卡镇。1969年毕业于江布尔水利、土壤改良和建筑学院建筑工程专业。1979年至1984年，担任奥什市行政委员会第一副主席。1984年毕业于苏共中央高级党校。1990年代领导了吉尔吉斯国家建筑公司。1999年，任吉尔吉斯斯坦政府建筑委员会主席。2000年12月30日，任吉尔吉斯斯坦第一副总理。2002年5月22日，时任总理巴基耶夫辞职后，塔纳耶夫被任命为代理总理，同年5月30日经最高议会表决通过当选为总理。
2004年4月，吉尔吉斯斯坦最高议会发动不信任动议，欲罢免塔纳耶夫。但最终投票结果为27票赞成，14票反对，未达到30票的门槛。
2005年3月，吉尔吉斯斯坦发生郁金香革命，总统阿卡耶夫被迫辞职，塔纳耶夫也随即辞职，逃往俄罗斯。同年6月，吉尔吉斯斯坦最高检察官发布国际通缉令，通缉涉嫌腐败案的塔纳耶夫。8月22日，塔纳耶夫回到吉尔吉斯斯坦接受有关部门的调查。他被指控在一个商业中心的修建项目中滥用职权，侵吞国家财产。9月6日，塔纳耶夫在准备通过阿克若尔边防检查站前往哈萨克斯坦时，被吉总检察院以涉嫌逃匿罪逮捕，被关入国家安全局临时看守所，后由扣押改为软禁。
塔纳耶夫晚年任职于西伯利亚石油公司。2020年7月19日逝世。